# Comuna Kävlinge
Kävlinge (Kävlinge kommun) este o comună din comitatul Skåne län, Suedia, cu o populație de 29.600 locuitori (2013).

## Geografie

### Zone urbane
Lista celor mai mari zone urbane din comună (anul 2015) conform Biroului Central de Statistică al Suediei:
| Nr | Zona urbană    | Pop.  |
| -- | -------------- | ----- |
| 1  | Kävlinge       | 9.320 |
| 2  | Löddeköpinge   | 6.481 |
| 3  | Furulund       | 4.359 |
| 4  | Hofterup       | 3.814 |
| 5  | Dösjebro       | 866   |
| 6  | Barsebäck      | 689   |
| 7  | Sandskogen     | 689   |
| 8  | Barsebäckshamn | 477   |
| 9  | Lilla Harrie   | 391   |
| 10 | Järavallen     | 258   |

## Demografie
| \| Evoluția demografică în comuna Kävlinge, 1970–2015 \| Evoluția demografică în comuna Kävlinge, 1970–2015 \| Evoluția demografică în comuna Kävlinge, 1970–2015 \| Evoluția demografică în comuna Kävlinge, 1970–2015 \| Evoluția demografică în comuna Kävlinge, 1970–2015 \| \| ----------------------------------------------------------------------------------------------------- \| -------------------------------------------------- \| -------------------------------------------------- \| -------------------------------------------------- \| -------------------------------------------------- \| \| An \| \| \| Locuitori \| \| \| 1970 \| 1970 \| \| 14496 \| 14496 \| \| 1975 \| 1975 \| \| 19239 \| 19239 \| \| 1980 \| 1980 \| \| 20643 \| 20643 \| \| 1985 \| 1985 \| \| 21154 \| 21154 \| \| 1990 \| 1990 \| \| 23178 \| 23178 \| \| 1995 \| 1995 \| \| 24169 \| 24169 \| \| 2000 \| 2000 \| \| 24583 \| 24583 \| \| 2005 \| 2005 \| \| 26704 \| 26704 \| \| 2010 \| 2010 \| \| 29013 \| 29013 \| \| 2015 \| 2015 \| \| 30104 \| 30104 \| \| Sursa: SCB - Statistika Centralbyrån, Folkmängd efter region, civilstånd, ålder och kön. År 1968–2016 \| \| \| \| \| |      |  |           |       |
| Evoluția demografică în comuna Kävlinge, 1970–2015 |      |  |           |       |
| An |      |  | Locuitori |       |
| 1970 | 1970 |  | 14496     | 14496 |
| 1975 | 1975 |  | 19239     | 19239 |
| 1980 | 1980 |  | 20643     | 20643 |
| 1985 | 1985 |  | 21154     | 21154 |
| 1990 | 1990 |  | 23178     | 23178 |
| 1995 | 1995 |  | 24169     | 24169 |
| 2000 | 2000 |  | 24583     | 24583 |
| 2005 | 2005 |  | 26704     | 26704 |
| 2010 | 2010 |  | 29013     | 29013 |
| 2015 | 2015 |  | 30104     | 30104 |
| Sursa: SCB - Statistika Centralbyrån, Folkmängd efter region, civilstånd, ålder och kön. År 1968–2016 |      |  |           |       |